# Sand River (Prosser River)
Der Sand River ist ein Fluss im Osten des australischen Bundesstaates Tasmanien.

## Geografie

### Flusslauf
Der 18 Kilometer lange Sand River entspringt an den Südhängen des Cornishs Hill in der Buckland Military Training Area, etwa 55 Kilometer nordöstlich von Hobart. Von dort fließt er durch unbesiedeltes Land nach Süden und mündet rund sechs Kilometer westlich von Buckland, am Tasman Highway (A3), in den Prosser River.

### Nebenflüsse mit Mündungshöhen
Er hat folgende Nebenflüsse:
- Back River – 50 m